# Burgund (Schiff)
Die Burgund ist ein Mess- und Untersuchungsschiff für den Rhein und seine befahrbaren Nebenflüsse. Die Haupteinsatzgebiete sind der Ober- und der Mittelrhein zwischen Speyer und Koblenz sowie die Mosel. Die Burgund wurde 1988 in Dienst gestellt. Das Schiff untersteht dem Ministerium für Umwelt, Energie, Ernährung und Forsten in Rheinland-Pfalz und wird von diesem offiziell als MS Burgund bezeichnet. Das Schiff wurde Ende September 2023 außer Dienst gestellt und über die VEBEG für 66.198,88 Euro verkauft.

## Aufgaben
Das Schiff dient der allgemeinen Gewässerüberwachung in Rheinland-Pfalz. In dem an Bord befindlichen 43 m² großen Labor können die Wasserproben auf Sauerstoffgehalt, pH-Wert, elektrische Leitfähigkeit, Ammonium, Chlorophyll und Sonneneinstrahlung untersucht werden. Daneben sind auch photometrische Bestimmung von Stickstoff- und Phosphorverbindungen und die titrimetrische Chloridbestimmung möglich. Wasser- und Sedimentproben können an Bord konserviert werden.
Die Datenverarbeitungsanlage ist für online Messbetrieb eingerichtet. Über drei fest eingebaute Wasserentnahmestellen im Bug und auf der Backbordseite  wird das zu untersuchende Wasser fortlaufend den einzelnen Untersuchungsstellen zugeführt. Mit einer Durchflusszentrifuge werden Schwebstoffproben genommen. Mit der fest eingebauten Echographanlage wird die Wassertiefe gemessen und Sedimenterkundungen durchgeführt.
Das Schiff wird auch für die Umweltausbildung eingesetzt. Dazu können Gruppen bis zu 25 Personen mitfahren und die Laboreinrichtungen an Bord benutzen.
Die Burgund war während der Bergung der Waldhof zur Überwachung bei der Säureeinleitung in den Rhein eingesetzt und dabei über viereinhalb Wochen 24 Stunden am Tag durchgehend im Dienst.

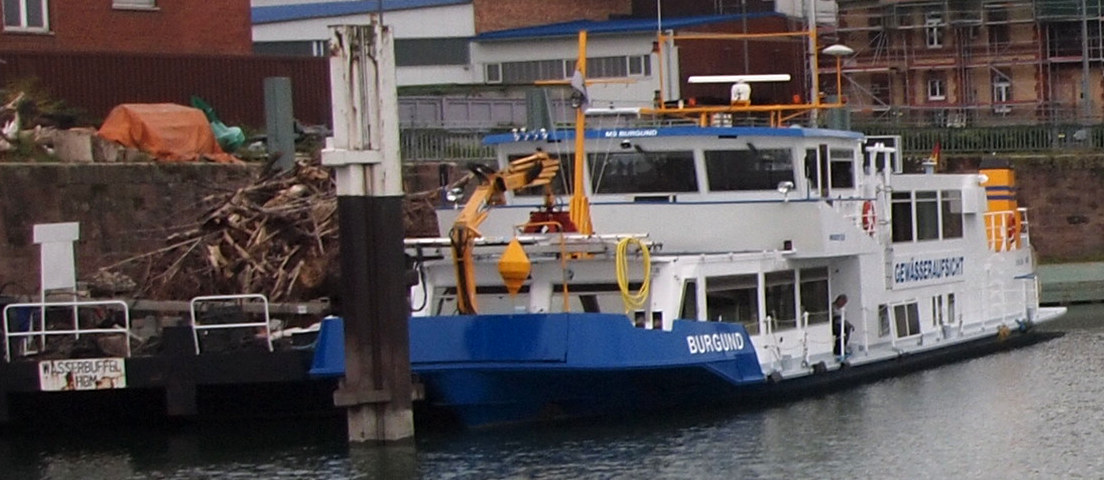
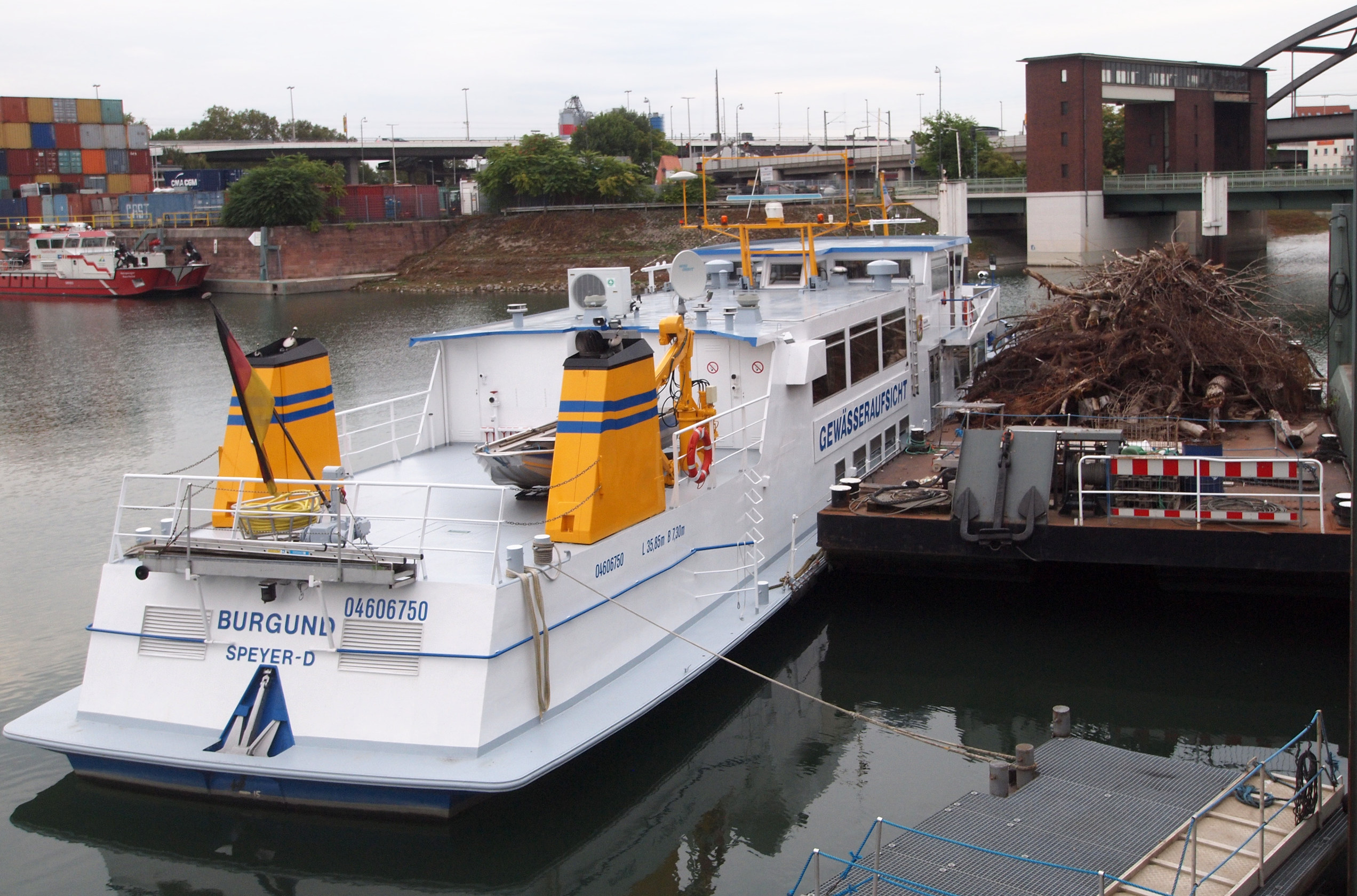